# Ferrari (constructeur de motos)
Pour les articles homonymes, voir Ferrari.

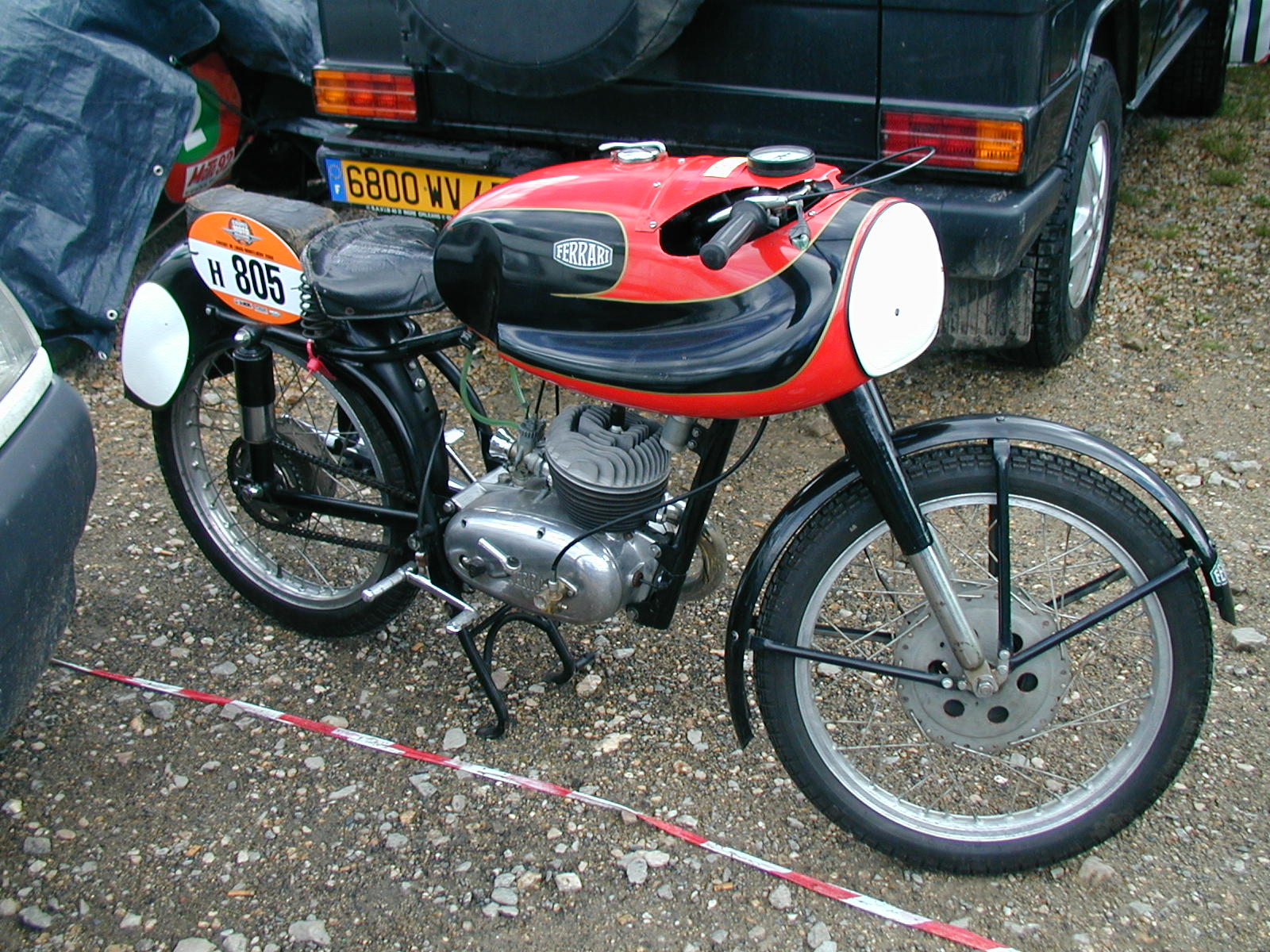
Une Ferrari

Ferrari est une petite marque de motos italienne des années 1950 (Moto Ferrari, La Meccanica Italiana SrL, Milan).
Elle fabriqua quelques petites cylindrées entre 1951 et 1956.